# George Cunningham
George Cunningham (n. 10 iunie 1931 – d. 27 iulie 2018) a fost un om politic britanic, membru al Parlamentului European în perioada 1973-1979 din partea Regatului Unit.
1. 1 2 3 4  Hansard 1803–2005